# Старий Самбір (станція)
Старий Самбір — проміжна залізнична станція Львівської дирекції Львівської залізниці на електрифікованій лінії Самбір — Чоп між станціями Ваньковичі (10 км) та Стрілки (14 км). Розташована в однойменному місті Самбірського району Львівської області.

## Історія
Станція відкрита 19 листопада 1904 року в складі залізниці Самбір — Стрілки.
У 1968 році станція електрифікована постійним струмом (=3 кВ) в складі дільниці Самбір — Чоп (завдовжки 218 км).

## Пасажирське сполучення
На станції Старий Самбір зупиняються приміські електропоїзди сполученням Львів — Сянки та нічний швидкий поїзд № 59/60 сполученням Київ — Чоп.